# سنديان مدبب
سنديان مدبب أو سنديان دائم الخضرة الياباني أو سنديان مدبب الورق (الاسم العلمي: Quercus acuta).نوع من السنديان مواطنه الأصلية في اليابان، كوريا الجنوبية، تايوان، ومقاطعة قويتشو في الصين ومقاطعة قوانغدونغ.